# Симон Симон
Симон Симон (фр. Simone Thérèse Fernande Simon; Бетен, 23. април 1910 — Париз, 22. фебруар 2005) је била француска филмска глумица.

## Биографија
Рођена је 23. април 1910. године (према неким изворима 1911. године) у Бетену, Па де Кале (неки извори наводе Марсеј), у француско-италијанској породици. Одрастала је у Марсеју, а 1931. године је прешла у Париз где је окушала срећу као певачица, манекенка и модни дизајнер пре него што је 1931. године ангажована у Le Chanter Inconnu и одмах постала велика национална звезда. Убрзо након тога је добила позив из Холивуда, али се након низа не баш успешних ангажмана вратила у Француску. У Холивуд је поново отишла због избијања Другог свјетског рата и имала је запажен наступ у хорор-филму Људи мачке и његовом наставку Проклетство људи мачака. После рата вратила се у Француску где је све ређе наступала, завршивши филмску каријеру 1973. године.
Симон Симон је била позната по бурном љубавном животу, а један од њених љубавника је био и знаменити шпијун Душко Попов.